# Bażynowe Skały
Bażynowe Skały (niem. Ludersteine) – grupa granitowych skałek w Sudetach Zachodnich, w paśmie Karkonoszy.

## Położenie
Bażynowe Skały położone są w południowo-zachodniej Polsce, w Sudetach Zachodnich, w środkowej części Karkonoszy, na północnym zboczu Śląskiego Grzbietu, na grzbiecie odchodzącym na północ od Śląskich Kamieni (Hutniczy Grzbiet), pomiędzy dolinami Sopotu i Czerwienia. Leżą na wysokości 1033–1200 m n.p.m.

## Opis
Tworzą długi ciąg granitowych skałek, rozrzuconych na długości 1,5 km i o wysokości kilku do kilkunastu metrów. Jest ich około 20, ale sporo jest też luźnych bloków. Powoduje to, że granica między grupą skałek, skałką a blokiem jest płynna. W ostatnich latach Hutniczy Grzbiet zarasta lasem świerkowym i wiele skałek jest trudnych do znalezienia. Część skałek posiada własne nazwy (Lew, Maszkara, Pohucie, Rudnica, Wisząca), niektóre są nazywane zwyczajowo.
Skałki utworzone są z granitu karkonoskiego w odmianie porfirowatej i sporadycznie porfirowatej. Można w nich obserwować wyraźne spękania biegnące w trzech kierunkach oraz nieregularnie (cios granitowy), „wietrzenie materacowe” w miejscach o dużym zagęszczeniu ciosu poziomego, nieliczne żyły aplitowe. Na niektórych skałkach występują kociołki wietrzeniowe. Wokół nich i poniżej leżą liczne bloki granitu.
Nazwa skałek pochodzi od rosnącej tu bażyny czarnej (Empetrum nigrum L.).

## Ochrona przyrody
Do 1945 roku skałki były pomnikiem przyrody, obecnie znajdują się one na obszarze Karkonoskiego Parku Narodowego.

## Turystyka
Granicą Parku przechodzi szlak turystyczny:
- zielony szlak prowadzący z Przełęczy Karkonoskiej przez Czarny Kocioł Jagniątkowski, Śnieżne Kotły i schronisko „Pod Łabskim Szczytem” na Halę Szrenicką.

W pobliżu Bażynowych Skał jest położona Chatka AKT